# Sjut
Sjut (russisk: Шут) er en sovjetisk spillefilm fra 1988 af Andrej Esjpaj.

## Medvirkende
- Dmitrij Vesenskij som Valentin Uspenskij
- Marina Majevskaja som Irina Bogdanova
- Igor Kostolevskij som Igor Aleksandrovitj
- Genrietta Jegorova som Anna Vasiljevna
- Jelena Jevsejenko som Jelena